# All for You (album d'Annihilator)
Pour les articles homonymes, voir All for You.
Albums de Annihilator
Waking the Fury
(2002) Schizo Deluxe
(2005)
All for You est le 10e album studio du groupe de thrash metal canadien Annihilator sorti en 2004. C'est le premier avec Dave Padden au chant.

## Liste des titres
1. All for You
2. Dr. Psycho
3. Demon Dance
4. The One
5. Bled
6. Both of Me
7. Rage Absolute
8. Holding On
9. The Nightmare Factory
10. The Sound of Horror (instrumental)

## Personnel
- Jeff Waters - guitare, basse, chant sur Dr. Psycho et Holding On
- Dave Padden - chant
- Mike Mangini - batterie
- Curran Murphy - solo de guitare sur Both of Me
- Joe Bongiorno - riffs de guitare sur The One et Nightmare Factory